# 玉座のナポレオン
『玉座のナポレオン』（ぎょくざのナポレオン、仏: Napoléon Ier sur le trône impérial）は、フランスの画家ドミニク・アングルが、戴冠式の衣装を着けたナポレオン1世を描いた肖像画。

## 描写

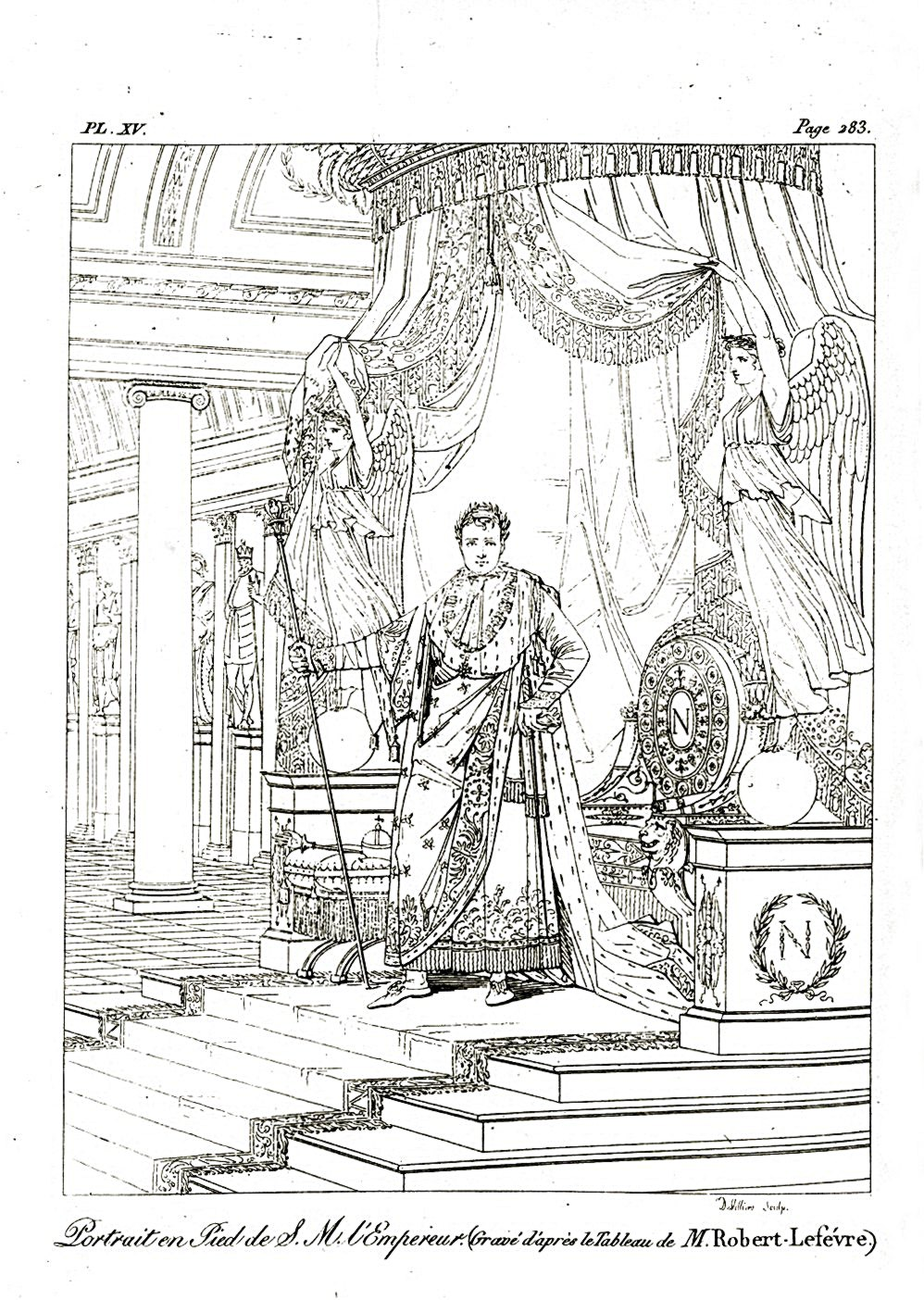
ロベール・ルフェーヴルによる『戴冠衣装のナポレオン』。Le Pausanias français の彫刻特集から引用。アングルの作品同様、1806年のサロンに出展された。

描かれているのは、皇帝としてのナポレオンである。
戴冠式の衣装を着けて、肘かけに象牙の玉が飾られた、丸い背の王座に座っている。
右手にはシャルルマーニュの笏、左手には「正義の手」の笏を持っている。
頭に着けた金の月桂樹の冠は、カエサルが着用したものに似ている。
レジオンドヌール勲章の大きな首飾り章の下には、アーミンのフード、金糸の刺繍が施された白いサテンのチュニックを着用、アーミンで裏打ちされた深紅のベルベットのマントは金色の蜂で装飾されている。
即位式用の剣は鞘に納められ、絹のスカーフで吊り下げられている。
ナポレオンは金で刺繍された白い靴を履き、クッションの上に足を乗せている。
王座の下のカーペットにはカタシロワシが描かれている。
左下に「INGRES P xit」、右下に「ANNO 1806」の署名がある。

## 歴史
『玉座のナポレオン』は1806年のサロン・ド・パリに、『玉座の皇帝陛下 (Sa Majesté l'Empereur sur son trône)』として作品番号272で展示され、立法院が購入したと記録されている。
同じサロンで、ロベール・ルフェーヴルが『戴冠衣装のナポレオンの肖像』を展示している。
1815年にアングルの絵はルーヴル美術館に移された。
ルーヴルの目録の作品番号は、当初はMR 2069、現在はINV. 5420となっている。
1832年には、フォービン伯爵が『玉座のナポレオン』をオテル・デ・ザンヴァリッドの、最初は教会に、1860年には図書室に展示した。
現在は軍事博物館に展示されている。
習作ではもっと広く確保されていた作品の右上部分は、幅に合わせて切られている。
この部分には、教皇領、エステ、ロンバルディア、ヴェネツィア、サヴォワの紋章のついた盾が、いずれもイタリアの王冠を頂いて並んでいる。
ここからセバスティアン・アラールは、作品を委嘱したのはイタリアの機関で、ナポレオンを皇帝ではなくイタリア王国の王として表現したのだが、初めの委嘱者はその革新的な象徴表現を嫌って受け取りを拒否、そのために立法院がこの絵を入手することになったと仮説を立てている。

## モデルと影響

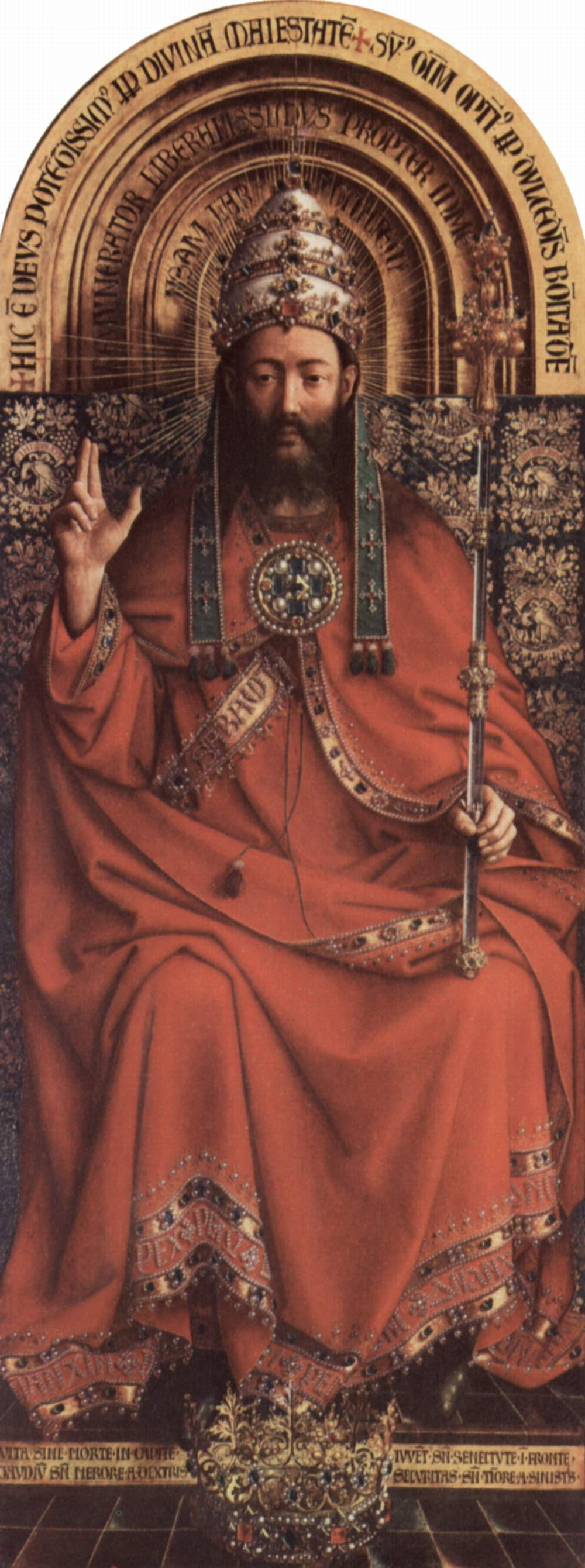
フーベルトとヤンのファン・エイク兄弟によるイエス。
ヘントの祭壇画のパネル画より。

### ゼウス
この肖像画の正面性は、ペイディアス作のオリンピアのゼウス像を連想させる。
そのポーズは、数多くの支配者像にとどまらず、キリスト教の図像のモデルにもなったという。
アングル自身もまた、このポーズを『ゼウスとテティス』という作品に使用した。
モントーバン美術館の聖杯には、着席する皇帝を描いたビザンティン様式のパネルがあり、この皇帝像をアングルは直接的にモデルにしたと思われる。

### ヤン・ファン・エイク
美術史家ロバート・ローゼンブラムは、アングルの描いた肖像画のモデルは、ヤン・ファン・エイク作『ヘントの祭壇画』の父なる神の姿であると考えた。
『ヘントの祭壇画』は、アングルが『玉座のナポレオン』を描いた当時はルーヴル美術館に所蔵されていた。
当時の批評家ピエール＝ジャン＝バティスト・ショサールは、『玉座のナポレオン』のアングルの様式と、のちに「ブルッヘのヤン」と呼ばれたヤン・ファン・エイクの様式とを比較している。
『玉座の皇帝陛下』(9フィート×13フィート)について、著者はこれらの絵の説明をしなかった。我々は最初、皇帝の肖像画だと考えた。これほどの才能、完璧な線、細部への徹底的な配慮をもってして、アングルが駄作を制作するはずがあろうか？

その答えは、彼が非凡な何か、驚異的な何かを求めていたということである。人は必ずしも、踏み固められた小道を一歩ずつたどるわけではない。しかし人は、険しい方の道を選び取るべきでもない。
ヤギのように敏感な心の持ち主は、露出した岩の上の給餌だけが喜びとなる。
良き心は、確実で安全な道を選ぶことから成る。そしてそれこそ巨匠らが経験に助けられながら選んできた道である。
そこから外れると人は、道に迷う危険を冒すことになる。

同様に建設の分野では、特別なものへの美しい情熱のため、フランチェスコ・ボッロミーニやジル＝マリー・オプノールがすべての線描芸術を完全に邪道に導いてしまった。
それでも、この堕落趣味の案出者は、古代の傑作や、目の前のイタリアの傑作を手にしていた。
別方面で、ゴシックに劣らずいまいましいのは、アングルがブルッへのヤンの様式を復活させ、芸術を4世紀も後退させて、我々を揺籃期に押し戻したも同然なことだ。
しかし、この揺籃の芸術には、少なくとも素朴さと真実とがあったし、このシステムによってのみ芸術家は描き方を知ることができた。
彼らはそれ以上にすぐれた作品を生むことができなかった。

・・・
サロンの評判に耳を傾けたところ、その感想は、芸術を知るものも大衆もほぼ同じであった。
まず絵を一瞥して、わめく者もあれば、その構成や配置をあざける者もいた。
それから絵に近付くと、凝った仕上げや、布地の表現の正確さを称賛する。
しかし再び、画家がこれほど異様な効果を狙ったことに、不満を感じるようになる。
まずなぜ皇帝の肖像なのか？　
それは最も理解しがたいことである。
玉座は重厚で、笏を手に持つことは幸運なことに達成されていない。
画家は、残りのゴシックのメダイヨンでも同様の姿勢であったという。
皇帝の頭部については、太り過ぎているし、全然似ていないし、色も間違っている。
繊細な筆遣い、仕上げの丁寧さ、溶け合った色調にもかかわらず、いくぶん無味乾燥で、効果も薄く、カンヴァスを跳びだしてくることもない。

しかし、アングル自身は次のように明言している。
私はブルッへのヤンを尊敬していて、多くの点で自分も彼のようでありたいと願っている。しかしそれでも、彼は私の画家ではないのだし、(批評家が)適当に彼を引き合いに出しただけだと考えている。

### ラファエロ
画面左のカーペットの縁取りには、黄道十二星座のメダイヨンとともに、アングルが最も称賛した画家ラファエロ・サンティ作の『小椅子の聖母』模様のメダイヨンもある。 
アングルは、『子どもと遊ぶアンリ4世』や『ラファエロとラ・フォルナリーナ』など自分の作品の背景に、また『リヴィエール氏の肖像』のようにモデルの前のテーブルに、この作品を取り入れることでラファエロに敬意を表している。

## 世評
サロンで作品は市民に不穏な印象を与えた。
それはアングルの特異な表現スタイルのためだけではなく、カロリング朝を思わせるナポレオンの戴冠衣装が描写されていたからである。
翌年に自身の作品『ナポレオン一世の戴冠式と皇妃ジョゼフィーヌの戴冠』を仕上げるダヴィッドは容赦のない判断を下し、批評家は一様に敵対的だった。
色彩の矛盾を見つけて誤りを指摘し、彫刻的な安定感や輪郭の精度を求め、古典様式のあら捜しをした。
1806年ピエール＝ジャン＝バティスト・ショサールは『Le Pausanias Français』で、アングルの様式をゴシックだと非難した。
トルバドゥール様式はこの時が始まりである。
芸術史家のマージョリー・コーンは、「当時、芸術史は学究的な調査が始まったばかりだった。芸術家と批評家はそれぞれ、共鳴し、解釈し、自分たちが歴史的文体の発展として受け入れ始めていたものを利用する試みで互いをしのいでいた」と記した。
ルーヴル美術館は、ナポレオンがベルギー、オランダ、イタリアの戦役で新たに得た略奪品で満ちており、19世紀前半の芸術家たちは、学び比較し古来の傑作を模写して、ヨーロッパ絵画の歴史全体に触れる機会に先例のないほど恵まれていた。
その経歴の初期からアングルは、自分の主題にふさわしい歴史様式を先達の作品から自由に取り入れては、過去を略奪すると批評家に批判を浴びていた。